# Parafia św. Stanisława Kostki w Okuniewie
Parafia św. Stanisława Kostki w Okuniewie – parafia rzymskokatolicka należąca do dekanatu sulejóweckiego, diecezji warszawsko-praskiej, metropolii warszawskiej.
Od 2021 proboszczem parafii jest ks. Leszek Bieńkowski.

## Zasięg parafii
Do parafii należą wierni z następujących miejscowości: Budziska, Michałów, Okuniew, Zagórze, Zielonka (część).

## Historia
Parafia została erygowana w 1540 r. przez biskupa płockiego Jakuba Buczackiego. Obecny kościół murowany wzniesiono w latach 1828–1835 ze środków Jana Łubieńskiego, właściciela majątku Okuniew. Kościół zaprojektował architekt Jakub Kubicki, uczeń Dominika Merliniego. Niektóre źródła za projektanta uznają jednak Chrystiana Piotra Aignera. Do parafii należy miejscowy cmentarz parafialny.
Kościół oraz plebania były miejscem akcji serialu „Plebania”, emitowanego przez TVP1.